# Іванків (Оліївська сільська громада)
Іва́нків — село в Україні, в Оліївській сільській територіальній громаді Житомирського району Житомирської області. Населення становить 302 особи (2001).

## Населення

### Мова
Розподіл населення за рідною мовою за даними перепису 2001 року:
| Мова       | Кількість | Відсоток |
| ---------- | --------- | -------- |
| українська | 298       | 98.68 %  |
| російська  | 4         | 1.32 %   |
| Усього     | 302       | 100 %    |

## Історія
У 1906 році — село Пулинської волості Житомирського повіту Волинської губернії. Відстань від повітового міста 15 верст, від волості 22. Дворів 20, мешканців 202.
Неподалік села Іванкова виявлено слов'янське поселення V—VII століть нашої ери.[джерело?]
У 1934—54 роках — адміністративний центр Іванківської сільської ради Черняхівського району.
29 червня 1960 року, відповідно до рішення Житомирського облвиконкому № 683 «Про об'єднання деяких населених пунктів в районах області», приєднано с. Верболози.
До 7 вересня 2016 року село входило до складу Зороківської сільської ради Черняхівського району Житомирської області.
12 червня 2020 року, відповідно до розпорядження Кабінету Міністрів України № 711-р «Про визначення адміністративних центрів та затвердження територій територіальних громад Житомирської області», територію та населені пункти Вільської сільської територіальної громади включено до складу Оліївської сільської територіальної громади Житомирського району Житомирської області.